# 브레이버리
브레이버리(The Bravery)는 미국 뉴욕 시 출신 록 밴드이다.

## 멤버
- 샘 엔디콧(Sam Endicott) - 보컬, 리듬 기타
- 마이클 자카린(Michael Zakarin) - 리드 기타, 배킹 보컬
- 마이크 힌더트(Mike Hindert) - 베이스 기타, 배킹 보컬
- 존 콘웨이(John Conway) - 키보드, 배킹 보컬
- Anthony Burulcich - 드럼, 배킹 보컬

## 음반 목록

### 정규 음반
- 《The Bravery》(2005년)
- 《The Sun and the Moon》(2007년)
- 《Stir the Blood》(2009년)